# Wayne D. Bennett
Wayne Dresden Bennett (* 7. November 1927 in Schaller, Iowa; † 3. September 2015 in Ida Grove, Iowa) war ein US-amerikanischer Politiker der Republikanischen Partei.
Nach seinem Abschluss an der Ida Grove High School besuchte Bennett die Iowa State University. Bennett war von 1973 bis 1993 Abgeordneter im Repräsentantenhaus von Iowa und von 1993 bis 1997 Senator im Senat von Iowa.